# Biografía para uso de los pájaros
Boletines de mar y tierra es el nombre del tercer libro de poemas publicado por el autor ecuatoriano Jorge Carrera Andrade en el año de 1937.

## Resumen
El libro trata sobre varios temas y el principal poema toma justamente el nombre del título del libro, además de ser el primero que se presenta en el libro. Antes de este libro el autor publicaría una antología que incluye nuevos poemas titulado "El rol de la manzana" con lo que iría perfeccionando su obra, retirando los poemas de peor calidad e incluyendo los que con el tiempo veía que tenía más valor. Además a través de eso buscaría dar a conocer su obra en Europa. Después de eso publicaría el "Tiempo manual" y a este libro le seguiría su Biografía para uso de los pájaros, que demuestra el dominio del autor sobre la imagen en la poesía.
A este libro se relaciona la famosa frase de Carrera Andrade: 

Nací en el siglo de la defunción de la rosa cuando el motor ya había ahuyentado a los ángeles, Quito veía andar la última diligencia y a su paso corrían en buen orden los árboles, las cercas y las casas de las nuevas parroquias, en el umbral del campo donde las lentas vacas rumiaban el silencio y el viento espoleaba sus ligeros caballos. Mi madre, revestida de poniente, guardó su juventud en una honda guitarra y sólo algunas tardes la mostraba a sus hijos envuelta entre la música, la luz y las palabras. Yo amaba la hidrografía de la lluvia las amarillas pulgas del manzano y los sapos que harían sonar dos o tres veces su gordo cascabel de palo.

## Estructura
El libro consta de los siguientes poemas:
- Biografía para uso de los pájaros
- Las amistades cotidianas
- Vocación del espejo
- Defensa del domingo
- Costumbre/viajo a través del tiempo
- Una monja, la lámpara
- Orgullo del agua gaseosa
- Régimen de frutas
- Biografía secreta del hijo
- Costumbre/ galería de los años
- Visita
- La alquimia vital
- Propiedad
- El extranjero
- Viaje
- Maravillosa, acostumbrada vida
- Morada terrestre